# Kōta Takai
Kōta Takai (jap. 高井 幸大; ur. 4 września 2004 w Jokohamie) – japoński piłkarz, występujący na pozycji środkowego obrońcy w angielskim klubie Tottenham Hotspur F.C. oraz reprezentacji Japonii.

## Sukcesy[1]

### Kawasaki Frontale
- Puchar Japonii: 2023
- Superpuchar Japonii: 2024

### Reprezentacje
- Puchar Azji U-23: 2024